# Ingrid Kressel Vinciguerra
Ingrid Kressel Vinciguerra (nascida a 22 de novembro de 1973, em Tallinn) é uma diplomata da Estónia.
Ela formou-se em Direito pela Universidade de Tartu. Desde 1998 ela trabalha no Ministério das Relações Externas.
Desde 2019 ela é Embaixadora da Estónia na Roménia, Bulgária e Moldávia.